# Ekdyson
Ekdyson (či α-ekdyson) je steroidní prohormon hmyzu, který vzniká v předohrudní žláze a spolu s juvenilním hormonem ovlivňuje hmyzí životní cyklus. Jeho aktivací totiž vzniká ekdysteron (β-ekdyson), jenž způsobuje, že se pokožkové buňky začnou zvětšovat, dělit a rozpadat, čímž je umožněno svlékání hmyzu (ekdyse). Navíc ve vaječnících ekdysteron stimuluje produkci vitelogeninu. Ekdyson byl poprvé izolován z bource morušového.